# Concert du nouvel an 1968 à Vienne
Le concert du nouvel an 1968 de l'orchestre philharmonique de Vienne, qui a lieu le 1er janvier 1968, est le 28e concert du nouvel an donné au Musikverein, à Vienne, en Autriche. Il est dirigé pou la 14e fois consécutive par le chef d'orchestre autrichien Willi Boskovsky.
Johann Strauss II y est toujours le compositeur principal, mais son frère Josef est représenté avec six pièces, et leur père Johann présente deux œuvres dont sa célèbre Marche de Radetzky qui clôt le concert. 
Seules trois pièces sur les dix-sept au total sont jouées pour la première fois au concert du nouvel an. 

## Programme
Les pièces suivies d'un astérisque (*) sont jouées pour la première fois.

### Première partie
1. Johann Strauss II : ouverture de l'opérette Prinz Methusalem (de)*
2. Johann Strauss II : Bei uns z’Haus, valse pour chœur masculin et orchestre, op. 361[1]
3. Johann Strauss : Beliebte Annen-Polka, polka, op. 137*
4. Josef Strauss : Frauenherz, polka-mazurka, op.166
5. Johann Strauss II : Freikugeln, polka rapide, op. 326
6. Josef Strauss : Sphärenklänge, valse, op. 235
7. Johann Strauss II : Champagner-Polka, polka, op. 211

### Deuxième partie
1. Johann Strauss II : ouverture de l'opérette La Chauve-Souris
2. Josef Strauss : Mein Lebenslauf ist Lieb' und Lust, valse, op. 263
3. Johann Strauss II : Explosions-Polka, polka rapide, op. 43
4. Josef Strauss : Brennende Liebe, polka-mazurka, op. 129
5. Josef Strauss : Eingesendet, polka rapide, op. 240
6. Johann Strauss II : Kaiserwalzer, valse, op. 437
7. Johann Strauss II : Napoleon-Marsch, marche, op. 156*
8. Johann Strauss II et Josef Strauss : Pizzicato-Polka, polka
9. Josef Strauss : Feuerfest, polka française, op. 269
10. Johann Strauss II : Éljen a Magyar!, polka rapide. op. 332